# Chemin de fer Allaman-Aubonne-Gimel
 (janvier 2017).
Pour les articles homonymes, voir AAG.
Le Chemin de fer électrique Allaman–Aubonne–Gimel (AAG) était un tramway qui circula du 23 juillet 1896 au 17 mai 1952 dans le canton de Vaud.

## Histoire
En 1858, la ligne ferroviaire entre Lausanne et Genève est mise en service par la Compagnie de l’Ouest-Suisse (qui deviendra par la suite le Jura-Simplon). Cette ligne longeant la rive du Lac Léman, entraine l'émergence de nombreux projets visant à relier les localités du Pied-du-Jura à la voie de communication nouvellement créée. Ce mouvement participera à la création de plusieurs chemins de fer et tramways locaux, encouragés par un projet de chemin de fer régional entre Nyon et La Sarraz qui ne se réalisera jamais.
Dans la région d'Aubonne, plusieurs projets sont étudiés, faisant appel à des techniques variées ; ainsi, une des études les plus abouties prévoira un chemin de fer à vapeur reliant Allaman à Bière via Aubonne, Montherod, Gimel et Saubraz. 
Le chemin de fer est finalement construit par la Société électrique de l'Aubonne (SEA), qui installe également une usine hydroélectrique sur la rivière voisine du bourg, laquelle permettra d'alimenter le chemin de fer en courant électrique. 
Le 25 juillet 1896 est inaugurée la section de 2,42 kilomètres entre Allaman et Aubonne, où est installé le dépôt. Après force discussion, le prolongement en direction de Gimel est finalement construit, il est mis en service le 27 aout 1898. La ligne de 9.97 km possède un profil relativement difficile puisque la pente atteint 60 ‰ et les courbes un rayon pouvant descendre à 45 mètres. Il n'existe aucune liaison avec le RG et ce car les compagnies n'ont guère réussi à s'entendre, de plus l'AAG disposait de grandes automotrices à bogies dont la puissance était insuffisante pour leur permettre de grimper la pente leur permettant de gagner le centre du village. 
La ligne dessert dès lors tant le gros bourg d'Aubonne et ses 1700 habitants que Gimel, qui ne comporte que 800 âmes mais se trouve également être un lieu de villégiature apprécié, comportant à cette époque un Grand Hôtel des Bains. 
À cette occasion, la compagnie renonce au titre de SEA pour celui de AAG. Bien que la ligne ait transporté un nombre considérable de passagers et ait également assuré un service de marchandises, elle souffrit de la faible population des zones traversées et de la concurrence du tramway Rolle-Gimel qui circula de 1898 à 1938. 
De ce fait, la compagnie n'atteint l'équilibre financier que légèrement durant ses premières années d'existence et durant les années trente, ainsi que plus nettement durant la Seconde Guerre mondiale. Du fait de cette faible rentabilité, la ligne ne connut guère de travaux durant son existence de sorte que lorsque, après la guerre, une rénovation devint indispensable, elle s'avéra incapable de l'assurer financièrement. 
En conséquence, le trafic cesse sur la section Aubonne-Gimel le 14 mai 1950, puis sur la liaison avec Allaman le 17 mai 1952. Le tramway est dans les deux cas remplacé par une desserte par bus. La fusion avec le RG évoquée dès les premières années d'activité des deux compagnies n'eut toutefois lieu qu'en 1996.

## Service
La ligne bénéficie dès ses origines d'une desserte relativement dense. On compte en effet en 1898 15 aller-retours quotidien Allaman-Aubonne et 8 courses aller-retours Aubonne-Gimel (ce service est toutefois quelque peu réduit durant les mois d'hiver), les trajets prenant respectivement 10 et 27 minutes pour un tarif de 35 centimes simple course. Les courses circulent entre 6h et 22h, et même minuit entre Aubonne et Allaman, elles sont en correspondance avec les trains en direction de Lausanne ou Genève. Le succès est au rendez-vous avec plus de 100 000 passagers dès la première année d'exploitation de la ligne entière.

## Matériel roulant
| Type          | Désignation      | Numéro  | Nombre de places assises ou charge utile | Année de construction | En service sur l'AAG | Fabricant        | Remarque                                                                     |
| ------------- | ---------------- | ------- | ---------------------------------------- | --------------------- | -------------------- | ---------------- | ---------------------------------------------------------------------------- |
| Automotrice   | CFe 2/2          | 11-12   | 18                                       | 1896-1897             | 1896-1928            | SIG/CIE          | La N⁰ 11 porte le N⁰ 1 jusqu'en 1902                                         |
| Automotrice   | Ce 2/2           | 1       | 24                                       | 1896                  | 1896-1952            | SIG/CIE          | La N⁰ 1 porte le N⁰ 11 jusqu'en 1902                                         |
| Automotrice   | Ce 2/4 (CFe 2/4) | 51 (62) | 48 (46)                                  | 1898                  | 1898-1952            | SIG/CIE/MFO/ACEC | ()= après transformation en 1910                                             |
| Automotrice   | CFe 2/4          | 61      | 46                                       | 1898                  | 1898-1952            | SIG/CIE/MFO/ACEC | Quelques transformations en 1912                                             |
| Automotrice   | Ce 2/2           | 2-3     | 18                                       | 1926-1927             | 1926-1952            | AAG/MFO          | Construction par les ateliers de l'AAG à partir des CFe 2/2 11-12            |
| Automotrice   | Ce 2/2           | 4       | 18                                       | 1898                  | 1940-1952            | SIG/MFO/RG       | Racheté au RG où il avait été transformé en 1924                             |
| Tracteur      | Fe 2/2           | 71      | 5 t                                      | 1903                  | 1903-1952            | SWS-BBC          |                                                                              |
| Remorque      | C                | 2       | 14                                       | 1896                  | 1897-1923            | SIG              | Ancienne Ce 1/2 131 de la Société des tramways suisses à Genève              |
| Remorque      | C                | 3       | 14                                       | 1894                  | 1914-1925            | SIG              | Ancienne Ce 1/2 20 du Vevey-Montreux-Chillon                                 |
| Wagon couvert | K                | 21      | 5 t                                      | 1896                  | 1896-1952            | ?                | Désigné K 2 jusqu'en 1898                                                    |
| Wagon ouvert  | L                | 31      | 5 t                                      | 1896                  | 1896-1952            | ?                | Désigné L 1 jusqu'en 1898, puis M 1                                          |
| Wagon couvert | K                | 22      | 5 t                                      | 1898                  | 1898-1952            | ?                | Transformé en wagon ouvert M 34 en 1912 puis rétabli en couvert K 22 en 1929 |
| Wagon ouvert  | M                | 23      | 5 t                                      | 1898                  | 1898-1952            | ?                | Transformé en couvert K 32 en 1938                                           |
| Wagon ouvert  | M                | 33      | 5 t                                      | 1898                  | 1898-1952            | ?                |                                                                              |
| Wagon         | M                | 35      | 5 t                                      | 1898                  | 1915-1926            | ?                | Châssis de l'ancienne Ce 1/2 23 du VMC                                       |
| Wagon ouvert  | M                | 41-42   | 1 t                                      | 1898                  | 1898-1938            | ?                |                                                                              |

## Anecdote
Le principal arrêt de bus d'Aubonne est aujourd'hui encore nommé la gare par les habitants de la région, ce qui peut engendrer une certaine confusion.